# Antonio Larreta
Gualberto José Antonio Rodríguez Larreta Ferreira (Montevideo, 14. prosinca 1922. – Montevideo, 19. kolovoza 2015.) poznatiji kao Antonio Larreta ili Taco Larreta bio je urugvajski pisac, prevoditelj, novinar, filmski i kazališni glumac, kritičar i scenarist.

## Životopis
Rođen je u Montevideu, gdje je živio radio cijeli život. Usavršavao se na kazališnim školama u Argentini i Brazilu. Pisao je scenarije za španjolske, argentinske i urugvajske filmove i sapunice.
Bavio se i novinarstvom. Pisao je filmske kritike i recenzije za urugvajski tjednik Marcha (1963. – 1966.) i novine El País (1948. – 1959.).
Tijekom vojne diktature u Urugvaju živio je u izgnanstvu u Španjolskoj. Od 1972. do 1985. boravio je u Madridu, gdje je pisao scenarije i glumio u španjolskim komedijama i sapunicama.
1980. izdavačka kuća Premio Planeta izdala je prvo izdanje njegovog romana Volavérunt, prema kojem je Bigas Luna snimio igrani film 1999. godine.
Umro je u rodnom Montevideu 19. kolovoza 2015. u 92. godini života.

## Izabrana djela
- 1976. – 1979.: scenarij sapuniceCurro Jiménez (TVE1) i knjiga snimanja
- 1980. Volavérunt (Planeta)
- 1986. Juan Palmieri Librosur)
- 1988. The last portrait of the Duchess of Alba (Adler & Adler)
- 1988. Las maravillosas (Ediciones Trilce)
- 1999. A todo trapo. A propósito de Villanueva Saravia (Ediciones de la Plaza)
- 2002. El Guante (Planeta)
- 2002. El jardín de invierno
- 2004. Ningún Max (Planeta)
- 2005. El sombrero chino (Editorial Fin de Siglo)
- 2007. Hola, che (Editorial Fin de Siglo)

## Nagrade
- 1961. - Glumačka nagrada u Madridu za izvedbu komada Porfiar hasta Morir španjolskog drmaturga Lope de Vege
- 1971. - Književna nagrada "Casa de las Américas" za kazališni komad Juan Palmieri
- 1980. - Književna nagrada "Premio Planeta de Novela" za roman Volavérunt[2][4]
- 1992. - Nagrada Goya za najbolji prilagođeni scenarij za uprizorenje španjolskog romana u nastavcima El maestro de esgrima

## Vanjske poveznice
- Antonio Larreta na IMDb-u (engl.)